# سازین، خیبر پختونخوا
سازین (به انگلیسی: Sazeen) یک منطقهٔ مسکونی در پاکستان است که در خیبر پختونخوا واقع شده‌است.